# فستان الزفاف التلمساني

شعار (رمز) التراث الثقافي الإنساني غير المادي

 فستان الزفاف التلمساني هو فستان تقليدي في الغرب الجزائري يرتبط بالتراث المغاربي القديم وعادات الأعراس والزواج في منطقة تلمسان.

## التراث العالمي
تم إدراج فستان الزفاف التلمساني والعادات والتقاليد والمهارات الحرفية المرتبطة به ضمن قائمة اليونسكو للتراث العالمي اللامادي سنة 2012، وذبك تحت عنوان:«العادات والمهارات الحرفية المرتبطة بزي الزفاف التلمساني» وهي عادات تقضي بأن ترتدي العروس بحضور أهلها وصديقاتها المدعوات فستاناً تقليدياً من الحرير الذهبي اللون. وتُزين يداها بأنواع مختلفة من نقوش الحناء كتعبير عن الفرح، ثم تأتي امرأة أكبر مسنة، غالبا ما تكون إحدى قرباتها لتساعدها على ارتداء قفطان مخملي مطرز بشكل فني وجمالي وعلى وضع الحلى وتاج مخروطي. وهذه المهارات الحرفية في صناعة هذا النوع من الأزياء الجميلة المرتبطة بزي الزفاف التلمساني المميز والعادات المرتبطة به نقلت من جيل إلى آخر.
ويرى المهتمون بالتراث العالمي للباس التقليدي، أنه لباس تراثي جميل يجمع بين عدة حضارات، فالبلوزة أصلها من الحضارة العربية، والفوطة من الحضارة الأمازيغية، والقفطان من الحضارة العثمانية بينما الشاشية مستمدة من الحضارة الأندلسية.

## الفستان والزفاف التملساني
في صباح يوم الزفاف، تلبس العروس لباسا عاديا وتتزين بالحنة في يديها في جو من البهجة والزغاريد النسوة.
في دار العريس، يدعى الشباب من عائلة وأجباب العريس للغداء معه ثم يرافقونه لحمام تقليدي لإسترخاء الساونا.
في المساء، تتجمع النسوة لحضور «التاييل» ويتم تناول وجبات تتمثل في أطباق اللحم والعنب الجاف المطهي مع العسل بما يصطلح عليه مرق العسل، وبعد ذلك ستناولون القهوة والشاي والحلويات التقليدية المتنوعة، متبادلين أطراف الحديث المختلفة.
بعد الزوال يتم تحميل أغراض العروس الشخصية من ملابس عادية وملابس الزفاف الفاخرة المخصصة للارتداء طوال زفافها بعدما تعرض في منزل أبيها، وتسمى هذه المرحلة «تبييط الفراش»
وقبل غروب الشمس، تزف العروس إلى بيت زوجها مع مجموعة من قريباتها، مرتدية القفطان التقليدي التلمساني. قيستقبل أهل العريس العروس في جو بهيج من أهازيج التقليدية والزغاريد. تجلس العروس فوث كرسي فخم مخصص لها ويؤتى ب (سنية العكر) التي تتكون من حذاء ذهبي تقليدي، قارورة عطر، مرآة، وعلبة من المساحيق ومغطاة بوشاح من الحرير (عبروق) يستعمل لتغطية وجه العروس حتى وصول زوجها.
أثناء السهرة المسائية، يجتمع الرجال المدعوون في المقهى، ثم يمتطي العريس الحصان برداء أبيض تقليدي، ثم نقوده إلى محل الزفاف مرفوقا بالموسيقى عبر شوارع الرئيسية للمدينة. بعد هذه النزهة يدخل العريس إلى غرفته حيث توجد زوجته ويتفرق كل من رافقوه بعد مباركة الزواج لعائلة الزوجين.
في صباح العرس، يجتمع الموسيقيون ويشرعون في مراسم احتفالية، مخصصة للرجال فقط، حيث يجلس العريس فوق كرسي موضوع وسط الموسيقيين الذين يؤدون على شرفه قطعا موسيقية أندلسية من نوع الحوزي، عندما تنتهي المقاطه الموسيقية على شرف العريس، يقوم بعض الحاضرين منهم ويلقي مبلغا من المال أمام الموسيقيين كل حسب استطاعته.
كما تقوم فرقة «الهالة» المكونة من موسيقيين آخرين ليطربوا الحاضرين بالفن الأندلسي الأصيل حتى طلوع الفجر.

## مواضيع متعلقة
- اليونسكو
- التراث العالمي
- روائع التراث الشفهي اللامادي للإنسانية